# Anton Viktor von Österreich

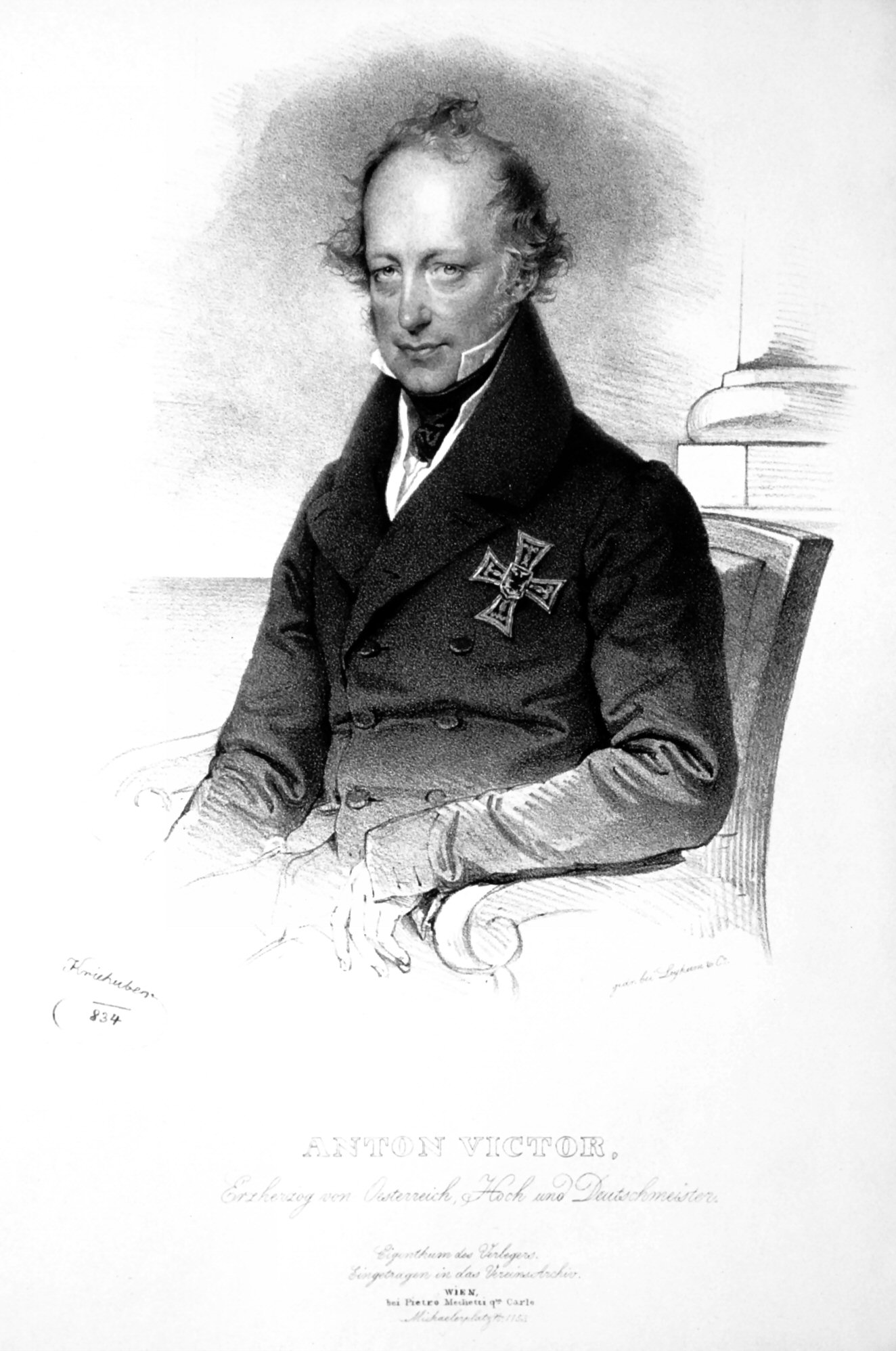
Erzherzog Anton Viktor, Lithographie von Josef Kriehuber, 1835

Anton Viktor Joseph Johann Raimund von Österreich (* 31. August 1779 in Florenz; † 2. April 1835) war Erzherzog von Österreich. Er war der letzte gewählte Kurfürst von Köln und Bischof von Münster, konnte die Ämter jedoch nicht ausüben. Später wurde er Hochmeister des Deutschen Ordens und Vizekönig in Italien.

## Leben und Wirken

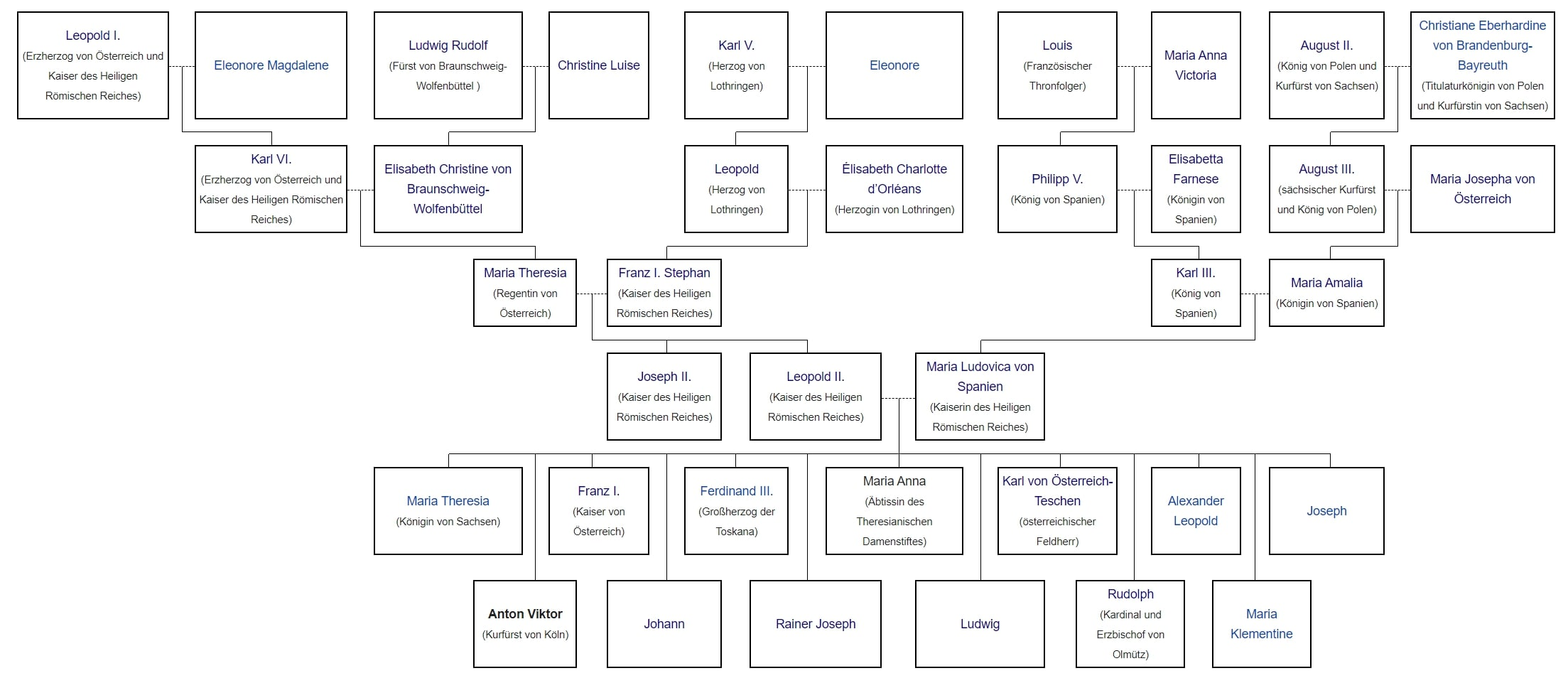
Stammbaum von Anton Victor

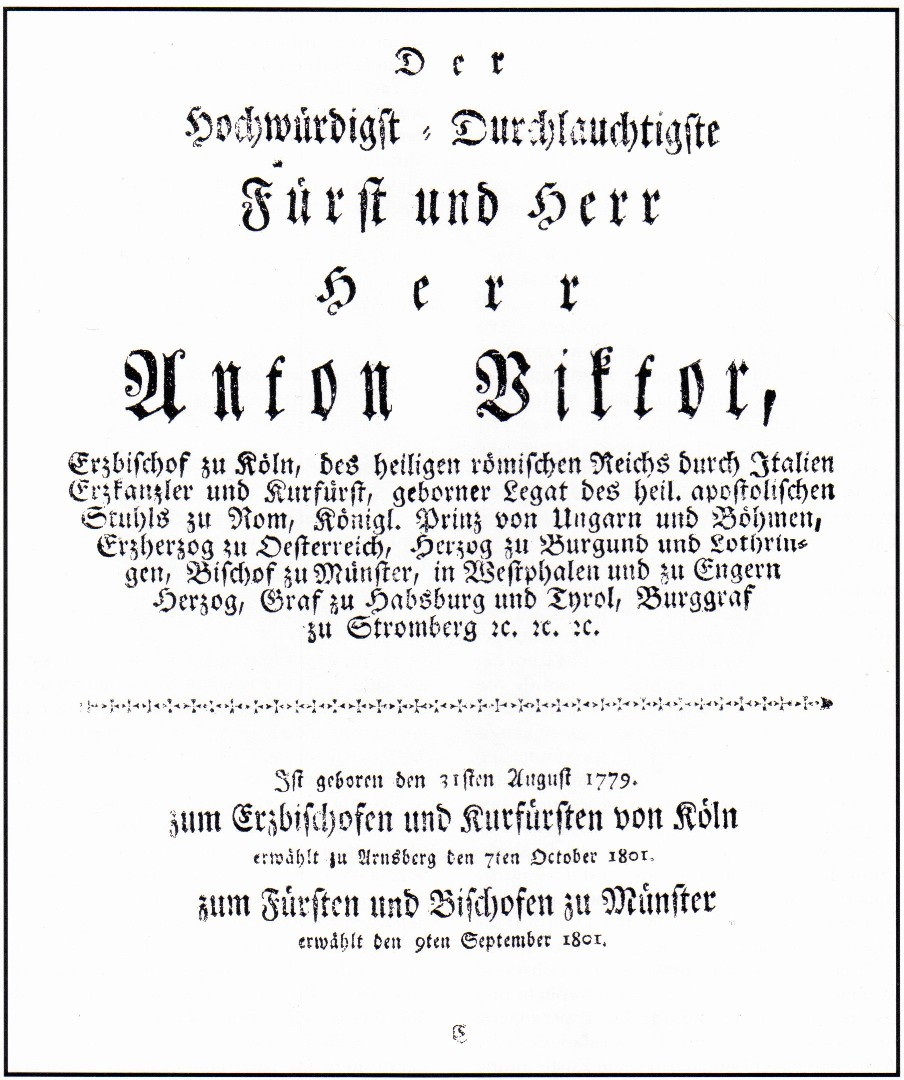
Widmung des Kurkölnisch-Westphälischen Staats- und Landkalenders für das Jahr 1801 an Kurfürst Anton Victor

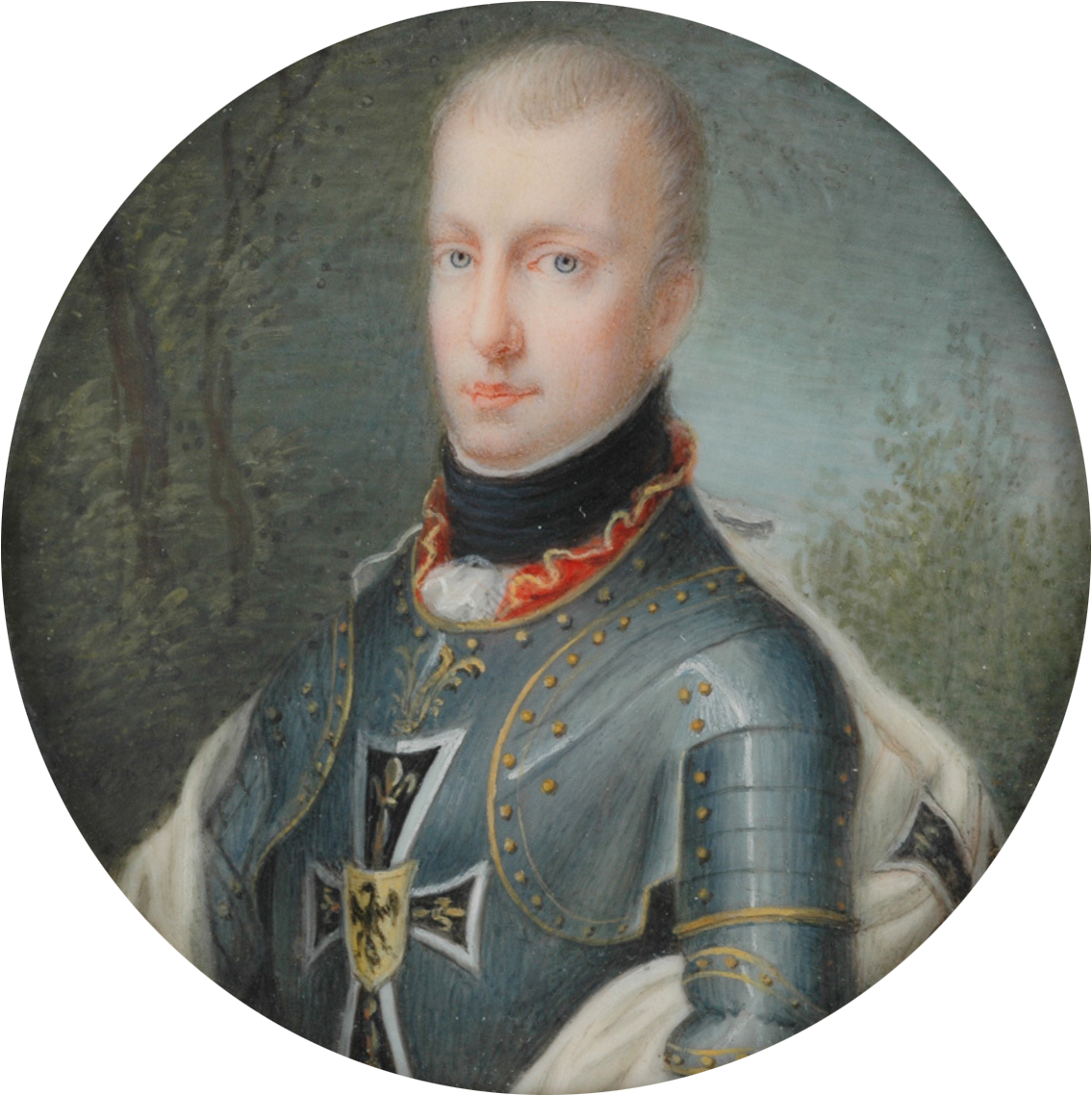
Erzherzog Anton Viktor, Miniaturporträt von Carl Hummel, Aquarell auf Elfenbein, um 1805

Anton Viktor war der achte Sohn des späteren Kaisers Leopold II. und dessen Frau Maria Ludovica von Spanien. Zur Zeit seiner Geburt war sein Vater Großherzog der Toskana. Nach der Wahl seines Vaters zum Kaiser erhielt Anton Viktor eine Erziehung am Wiener Hof. Nach dem Tod seines Onkels, des Kölner Kurfürsten und Bischofs von Münster Maximilian Franz von Österreich, wurde er am 9. September 1801 zum Bischof von Münster und am 7. Oktober in der Kirche des Stifts Wedinghausen zum Erzbischof von Köln und damit zum Kurfürsten gewählt. Er hatte den Kandidaturen zuvor zugestimmt und am 28. August 1801 die Tonsur empfangen. Beide Ämter trat er allerdings wegen der politischen Umstände nie an. Der rheinische Teil des kölnischen Kurstaates war zu dieser Zeit französisch besetzt. Den Rest des Kurstaates bildete das Herzogtum Westfalen.
An der Wende der Jahre 1801/1802 sah die Wiener Politik angesichts des Friedens von Lunéville und der damit bevorstehenden Säkularisation der geistlichen Staaten keine Möglichkeit mehr, den Fortbestand von Anton Viktors Herrschaftsgebieten zu sichern. Im August 1802 schuf dann Preußen vollendete Tatsachen, als es seine Truppen in Münster einmarschieren ließ. Ebenso handelte Ludwig X. von Hessen im September mit der Annexion des Herzogtums Westfalen, des noch bestehenden Restes des Kurstaates. Der Reichsdeputationshauptschluss von 1803 bedeutete dann auch staatsrechtlich das Ende des Kölner Kurstaates wie auch des Hochstifts Münster.
Im Jahr 1804 übernahm Anton Viktor die Position des Hochmeisters des Deutschen Ordens. Im Jahr 1805 scheiterte sein Versuch, im Auftrag seines Bruders Franz II. Preußen zu einer Allianz mit Österreich zu bewegen. Von 1816 bis 1818 amtierte Anton Viktor als Vizekönig des Königreiches Lombardo-Venetien. Anschließend übernahm er keine politischen Positionen mehr. Lediglich einige Ehrenämter wie Protektorate über ein Blindeninstitut, der „Gesellschaft der Freunde der österreichischen Musik“ oder der „Gesellschaft der Blumenfreunde Wiens“. Anton Viktor war botanisch interessiert und ließ eine Reihe von Gärten anlegen.
Sein Herz wurde getrennt bestattet und befindet sich in der Herzgruft der Habsburger in der Loretokapelle der Wiener Augustinerkirche.

## Vorfahren
| Ahnentafel von Anton Viktor von Österreich | Ahnentafel von Anton Viktor von Österreich                                                        | Ahnentafel von Anton Viktor von Österreich                                                        | Ahnentafel von Anton Viktor von Österreich                                                       | Ahnentafel von Anton Viktor von Österreich                                                                      | Ahnentafel von Anton Viktor von Österreich                                   | Ahnentafel von Anton Viktor von Österreich                                       | Ahnentafel von Anton Viktor von Österreich                                                      | Ahnentafel von Anton Viktor von Österreich                                                  |
| ------------------------------------------ | ------------------------------------------------------------------------------------------------- | ------------------------------------------------------------------------------------------------- | ------------------------------------------------------------------------------------------------ | --- | ---------------------------------------------------------------------------- | -------------------------------------------------------------------------------- | ----------------------------------------------------------------------------------------------- | ------------------------------------------------------------------------------------------- |
| Ururgroßeltern                             | Herzog Karl V. Leopold (1643–1690) ⚭ 1678 Eleonore von Österreich (1653–1697)                     | Philipp I. von Bourbon (1640–1701) ⚭ 1671 Liselotte von der Pfalz (1652–1722)                     | Kaiser Leopold I. (1640–1705) ⚭ 1676 Eleonore Magdalene von Pfalz-Neuburg (1655–1720)            | Herzog Ludwig Rudolf von Braunschweig-Wolfenbüttel (1671–1735) ⚭ 1690 Christine Luise von Oettingen (1671–1747) | Ludwig von Frankreich (1661–1711) ⚭ 1680 Maria Anna von Bayern (1660–1690)   | Odoardo II. Farnese (1666–1693) ⚭ 1690 Dorothea Sophie von der Pfalz (1670–1748) | König August II. (1670–1733) ⚭ 1693 Christiane Eberhardine von Brandenburg-Bayreuth (1671–1727) | Kaiser Joseph I. (1678–1711) ⚭ 1699 Wilhelmine Amalie von Braunschweig-Lüneburg (1673–1742) |
| Urgroßeltern                               | Herzog Leopold Joseph von Lothringen (1679–1729) ⚭ 1698 Élisabeth Charlotte d’Orléans (1676–1744) | Herzog Leopold Joseph von Lothringen (1679–1729) ⚭ 1698 Élisabeth Charlotte d’Orléans (1676–1744) | Kaiser Karl VI. (1685–1740) ⚭ 1708 Elisabeth Christine von Braunschweig-Wolfenbüttel (1691–1750) | Kaiser Karl VI. (1685–1740) ⚭ 1708 Elisabeth Christine von Braunschweig-Wolfenbüttel (1691–1750)                | König Philipp V. (1683–1746) ⚭ 1714 Elisabetta Farnese (1692–1766)           | König Philipp V. (1683–1746) ⚭ 1714 Elisabetta Farnese (1692–1766)               | König August III. (1696–1763) ⚭ 1719 Maria Josepha von Österreich (1699–1757)                   | König August III. (1696–1763) ⚭ 1719 Maria Josepha von Österreich (1699–1757)               |
| Großeltern                                 | Kaiser Franz I. Stephan (1708–1765) ⚭ 1736 Maria Theresia (1717–1780)                             | Kaiser Franz I. Stephan (1708–1765) ⚭ 1736 Maria Theresia (1717–1780)                             | Kaiser Franz I. Stephan (1708–1765) ⚭ 1736 Maria Theresia (1717–1780)                            | Kaiser Franz I. Stephan (1708–1765) ⚭ 1736 Maria Theresia (1717–1780)                                           | König Karl III. (1716–1788) ⚭ 1738 Maria Amalia von Sachsen (1724–1760)      | König Karl III. (1716–1788) ⚭ 1738 Maria Amalia von Sachsen (1724–1760)          | König Karl III. (1716–1788) ⚭ 1738 Maria Amalia von Sachsen (1724–1760)                         | König Karl III. (1716–1788) ⚭ 1738 Maria Amalia von Sachsen (1724–1760)                     |
| Eltern                                     | Kaiser Leopold II. (1747–1792) ⚭ 1765 Maria Ludovica von Spanien (1745–1792)                      | Kaiser Leopold II. (1747–1792) ⚭ 1765 Maria Ludovica von Spanien (1745–1792)                      | Kaiser Leopold II. (1747–1792) ⚭ 1765 Maria Ludovica von Spanien (1745–1792)                     | Kaiser Leopold II. (1747–1792) ⚭ 1765 Maria Ludovica von Spanien (1745–1792)                                    | Kaiser Leopold II. (1747–1792) ⚭ 1765 Maria Ludovica von Spanien (1745–1792) | Kaiser Leopold II. (1747–1792) ⚭ 1765 Maria Ludovica von Spanien (1745–1792)     | Kaiser Leopold II. (1747–1792) ⚭ 1765 Maria Ludovica von Spanien (1745–1792)                    | Kaiser Leopold II. (1747–1792) ⚭ 1765 Maria Ludovica von Spanien (1745–1792)                |
| Anton Viktor von Österreich                |                                                                                                   |                                                                                                   |                                                                                                  | |                                                                              |                                                                                  |                                                                                                 |                                                                                             |

## Ehrungen
Im Jahr 1862 wurde in Wien-Wieden (4. Bezirk) die Viktorgasse nach ihm benannt. Auch die Pflanzengattung Antonia Pohl aus der Familie der Brechnussgewächse (Loganiaceae) ist nach ihm benannt.